# Dżabal Umm ad-Dami
Dżabal Umm ad-Dami (arab. ‏جبل أم الدامي‎) – szczyt w pasmie Dżabal asz-Szara, w Jordanii, blisko granicy z Arabią Saudyjską. Jest to najwyższy szczyt tego kraju.